# جامع بهرام باشا
جامع بهرام باشا (بالتركية: Behram Paşa Camii)‏، هو مسجد في ديار بكر، تركيا.
بدأ بناؤه في 1564 تحت رعاية الوالي العثماني المحلي (بهرام باشا) وتم الانتهاء منه في عام 1572. وقد بني على الطراز العثماني التقليدي بعدد من القباب المحمولة على أقواس عالية. كما هو الحال مع العديد من المباني التاريخية في المدينة، وقد بني بطوب مصنوع محليا البازلت الأسود بالإضافة إلى الحجر الجيري.